# ウルシュラ・マイェリン
ウルシュラ・マイェリン（ポーランド語表記：Urszula Mayerin / ドイツ語表記：Ursula Meierin, 1570年 – 1635年）は、ポーランド王ジグムント3世の愛妾で、国政に強い影響力を及ぼした女性。実際の姓はギエンガー (Gienger) と思われるが、彼女の手紙は全てマイェリン姓で署名されている。マイェリン (meierin) とはドイツ語で「侍従、女官長」を意味する。

## 生涯

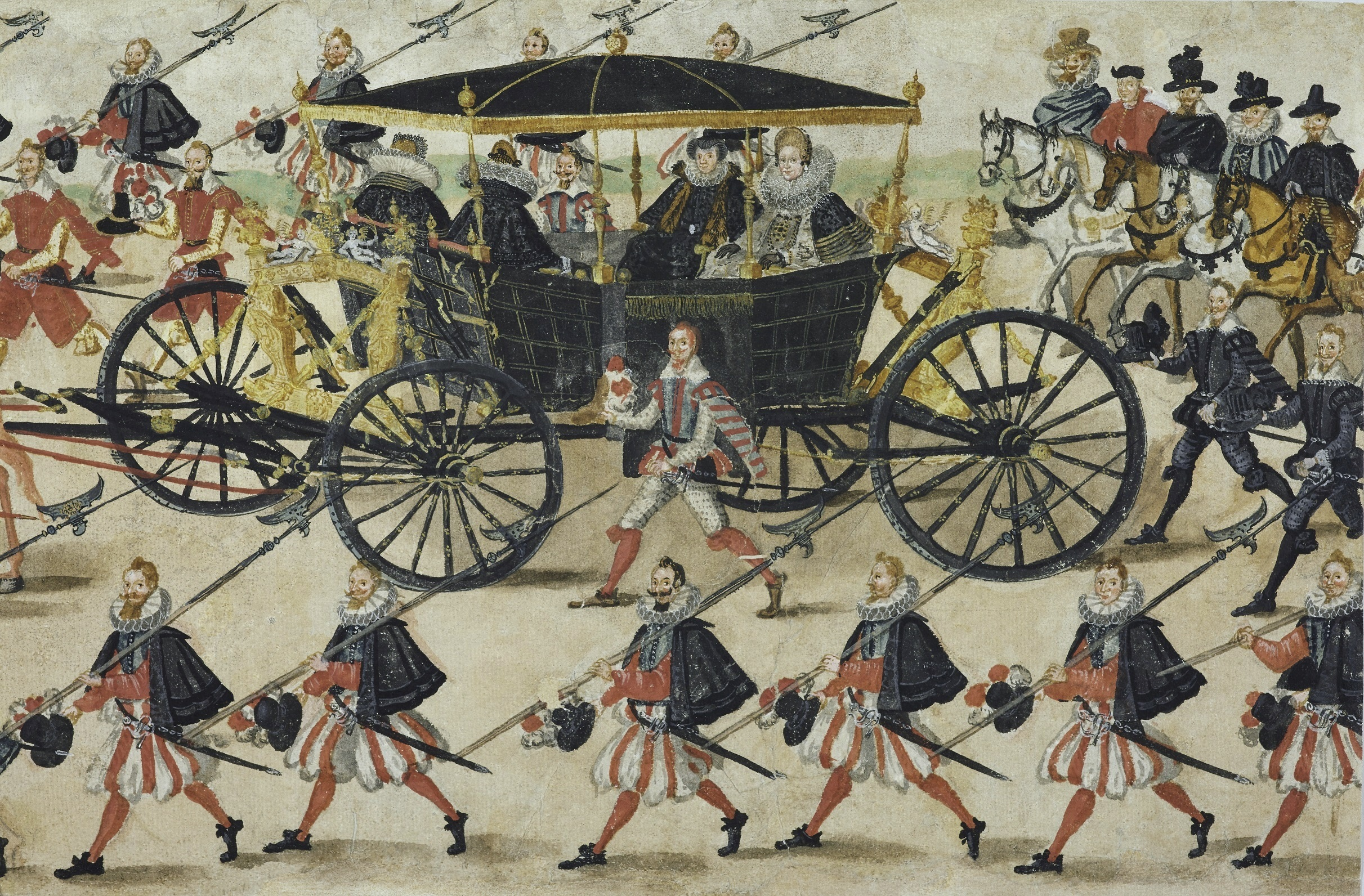
クラクフに入城するコンスタンツェ・フォン・エスターライヒとその母親マリア・アンナ大公妃（1605年頃）

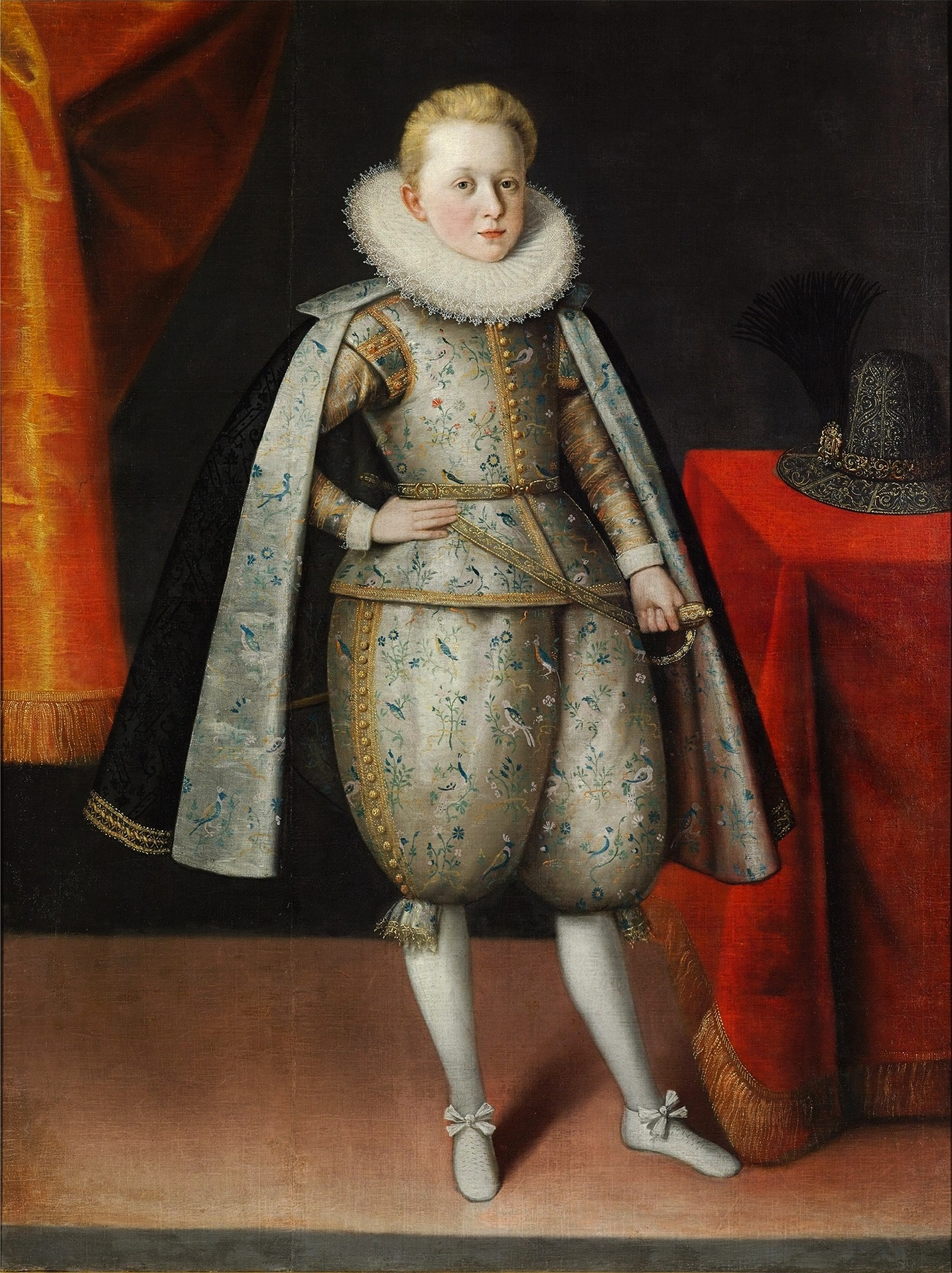
ジグムント3世の長男ヴワディスワフ王子（1605年頃）

ウルシュラはおそらく南ドイツ、バイエルン公国のミュンヘン近郊で、貧窮した貴族の娘として生まれ、少女期の1580年代にグラーツに移った。ウルシュラは幼い頃から美少女として有名で、オーストリアのマリア・アンナ大公妃（カール大公の妻）によってポーランド王ジグムント3世の愛人とするべく見出された。ジグムント3世と婚約したマリア・アンナの娘アンナが不器量であったためと、ハプスブルク家にはかつてジグムント2世アウグストとの結婚問題でポーランドとの関係を悪化させた過去があったからである。ウルシュラは1592年王妃となったアンナの宮廷に寝室係として加えられた。
ウルシュラは国王夫妻に強い影響力を及ぼすようになった。彼女は熱烈なカトリック教徒だったという。ポーランド・リトアニア共和国に到着してすぐに、ウルシュラはポーランド語を習得した。国政に影響を与える彼女は共和国では評判が悪く、また彼女は国王の寵愛を利用して国内での地位を高めた。彼女は軽蔑的に「国王の愛人、スカートを穿いた大臣、イエズス会の狂信者」と呼ばれていた。また国王の秘書ヤン・シチェンスニィ・ヘルブルトは彼女のことを「淫乱な寵姫」と呼んだ。
ウルシュラは王妃の女官長（Ochmistrzyni）の任にあった。彼女は国王の子供たちの第一教育係で、王家の乳母たちの監督責任者でもあったが、部下たちの間では人望が無く、特にヴワディスワフ王子の乳母フォーブス夫人（スコットランド人でプロテスタント）には蛇蠍のごとく嫌われていた。1598年に王妃アンナは亡くなったが、ウルシュラはポーランドを離れることなく次のドイツ人王妃の女官となった。彼女は国王とヴワディスワフ王子の深い寵愛を受けていたためである。彼女の王子に送った愛情深い手紙からは、単なる教育係の愛着以上の感情を読み取ることも出来る。
1605年、ジグムント3世が前王妃の妹コンスタンツェとクラクフで再婚すると、ウルシュラは新王妃の「親しい悩みの種にして愛着の対象」となった。彼女は王妃の馬車に同乗して旅行の供をし、同じテーブルについて食事を摂り、王妃の宮廷財政を管理し、国王との公的な謁見のセッティングまでした。彼女は再び国王の子供達の教育係となり、王子王女たちとは主にポーランド語で会話をしていた（母親である王妃だけがドイツ語で子供たちと会話していた）。彼女は生涯結婚せず、舞い込んでくる縁談を断り続け、親友アルブレフト・スタニスワフ・ラジヴィウの求婚にも応じなかった。
彼女は女官長としてひどく質素を好み、いつもスペイン風の黒いドレスを来ていたという。彼女は神聖ローマ皇帝フェルディナント2世およびローマ教皇と協力関係を結んでおり、その「きわめて貞節な生活」を祝福する黄金の薔薇を教皇から贈られている。ジグムント3世が晩年に死の床に臥せるようになると、ウルシュラは国王を押しやって自らが政治を取り仕切るようになった。彼女は国家の公文書にサインをし、各国の大使達を引見していた。
ウルシュラは1635年にワルシャワ王城で死去し、イエズス教会に埋葬された。荘厳な埋葬式が執り行われ、王妃のそれのようであったという。彼女の墓所は1650年代の大洪水時代に、侵略者であるスウェーデン人とドイツ人の兵士達によって略奪・破壊された。

## 伝説
多くの宮廷画家の手になる彼女の肖像画は大洪水時代、ワルシャワ王城が襲撃された時に、くまなく探されて全て焼却されたという言い伝えがある。